# Айгумов, Айгум Эльдарович
Айгум Эльдарович Айгумов (22 января 1937, Карабудахкент, Карабудахкентский район) — актёр театра и кино, театральный режиссёр, публицист. Народный артист России (1997). Директор Кумыкского музыкально-драматического театра им. А.-П. Салаватова (1994—2017).

## Биография
Родился 22 января 1937 года в селе Карабудахкент Ленинского района, родом из села Каранайаул Каякентский район Дагестана.
В 1962 году окончил Театральное училище им. Щукина в Москве (педагог — Б. Г. Кульнев).

## Общественная позиция
В марте 2014 года поддержал аннексию Крыма, подписал письмо президенту России Владимиру Путину в поддержку аннексии. Ввиду этого, в декабре 2015 ему был запрещён въезд на территорию Украины.

## Фильмография
1. 1975 — Когда дрожит земля — Рустамов
2. 1982 — Загадка кубачинского браслета — редактор газеты
3. 1986 — Сказание о храбром Хочбаре

## Звания и награды
- Народный артист Дагестанской АССР (1972).
- Заслуженный артист РСФСР (2 февраля 1981 года).
- Народный артист России (30 мая 1997 года) — за большие заслуги в области искусства[5].
- Орден Дружбы (10 января 2008 года) — за заслуги в развитии культуры и искусства и многолетнюю плодотворную деятельность[6].
- Орден «За заслуги перед Республикой Дагестан» (19 января 2012 года, Республика Дагестан) — за заслуги перед республикой и многолетнюю плодотворную работу в области театрального искусства[7].
- Медаль «За доблестный труд» (24 марта 2017 года, Республика Дагестан) — за большой вклад в развитие культуры и искусства, плодотворную творческую деятельность[8].
- Почётная грамота Республики Дагестан (10 декабря 2021 года, Республика Дагестан) — за достигнутые трудовые успехи и многолетнюю плодотворную работу[9].
- Медаль Расула Гамзатова (7 сентября 2023 года, Республика Дагестан) — за большой вклад в развитие культуры и искусства, патриотическое воспитание молодёжи, плодотворную творческую деятельность[10]